# Бурманска мачка
Бурманска мачка је раса домаће мачке, названа и златноока лепотица међу мачкама. Иако се ове мачке помињу још на старим пергаментима, раса настаје 1930. у САД-у, када је Џозеф Томпсон донео један примерак по повратку из Рангуна, који је упарен са сил поинт сијамском мачком.

## Опис
Тело бурманске мачке је дугуљасто, атлетско и мишићаво (осећај њеног тела се описује као „цигла увијена у свилу”), средње величине, јаког грудног коша, заокружене главе и крупних очију. Реп је прав и средње дужине. Нос је са стопом. Ово је мачка са поинтима, које није лако уочити.
Бурманска мачка је веома прилагодљива, лака за одржавање и отпорна на болести.